# Stavanger
Stavanger je čtvrté největší norské město na jihozápadě země na pobřeží Severního moře a správním městem kraje Rogaland. Je centrem třetí největší norské metropolitní oblasti.

## Podnebí
Město má mírné oceanické podnebí, všechny průměrné měsíční teploty v roce jsou nad nulou, průměrné roční srážky dosahují 1 200 milimetrů. Léta jsou příjemná, Stavanger a jeho okolí má nejdelší vegetační období v Norsku (kolem 220 dní).

## Hospodářství
Ve Stavangeru se setkává staré s novým. Významný vliv na život má blízkost základny NATO, stejně jako zájem zahraničních společností o ropu, jejímž zpracováním je město celosvětově známé. Nejstarší norská katedrála – Stavanger domkirke, stojí přímo ve středu města.

## Rekreace
U Stavangeru se nachází několik jezer, které jsou oblíbeným místem odpočinku. Jezero Breiavatnet leží v srdci Stavangeru, Mosvatnet a Stokkavatnet leží mimo něj.

## Sport
Jeden z místních fotbalových týmů, Viking F.K., hraje hlavní ligovou soutěž (2006). Město má nový fotbalový stadion, Viking Stadion, který byl otevřen v roce 2004.

## Doprava
Stavanger je významným přístavním městem. Stavangerské letiště se rozkládá 14 kilometrů od centra na území obce Sola.

## Historie
Stavanger byl založen roku 1125. Velký rozvoj město zažívá od roku 1969, kdy byla v Severním moři nalezena ropa a město bylo vybráno jako centrum pro ropný průmysl.

## Galerie

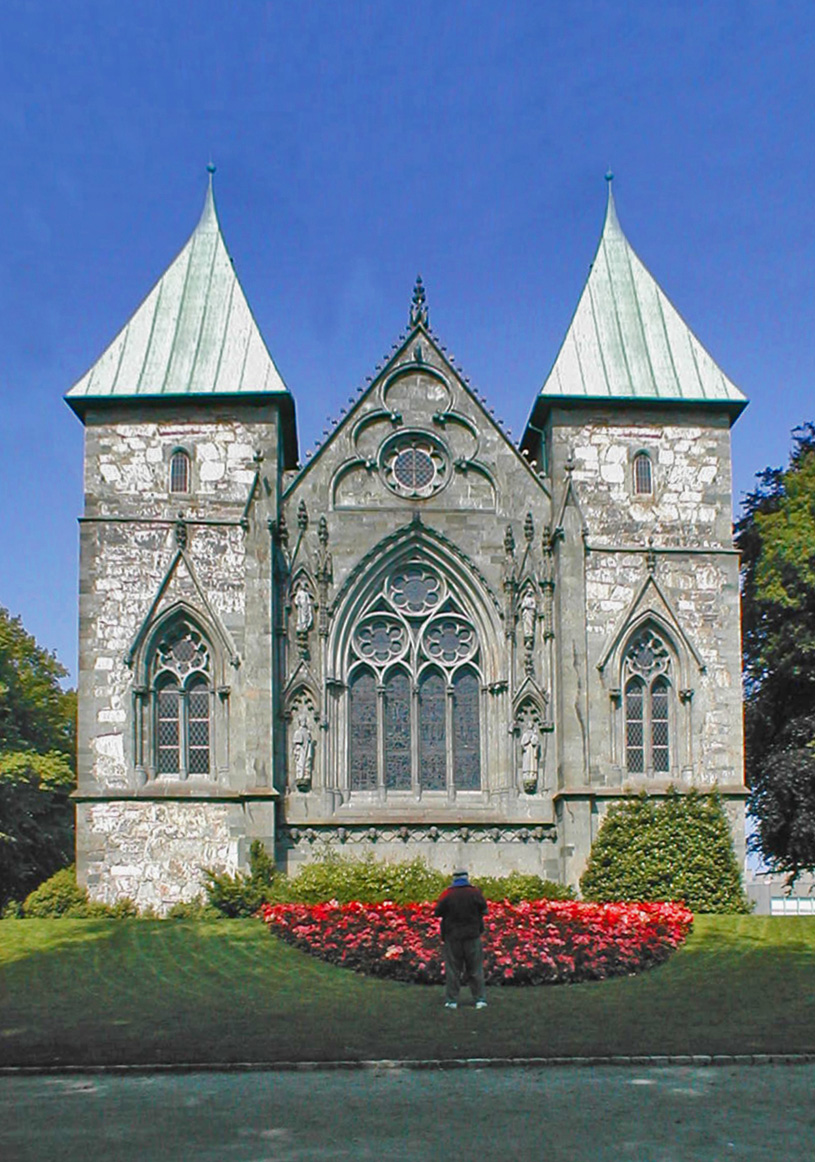
Domkirke Stavanger, nejstarší katedrála v Norsku (12. století)

## Partnerská města
Stavanger má několik partnerských měst:
- Aberdeen, Skotsko
- Antsirabe, Madagaskar
- Esbjerg, Dánsko
- Eskilstuna, Švédsko
- Estelí, Nikaragua
- Fjarðabyggð (dříve Neskaupstaður), Island
- Galveston, USA
- Harlow, Anglie
- Houston, USA
- Jyväskylä, Finsko
- Náblus, Palestinská autonomie
- Netanja, Izrael
- Massawa, Eritrea